# Hadera Ma’araw
Hadera Ma’araw (hebr.: חדרה מערב, Hadera Zachód) – stacja kolejowa w Haderze, w Izraelu. Jest obsługiwana przez Rakewet Jisra’el.

Stacja znajduje się w zachodniej części Hadery. Dworzec jest przystosowany dla osób niepełnosprawnych.

## Połączenia
Pociągi z Hadery jadą do Binjamina-Giwat Ada, Tel Awiwu, Lod, Rechowot i Aszkelonu.